# Paula Hollenweger

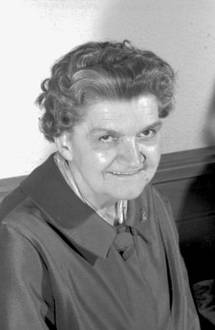
Paula Hollenweger, 1964

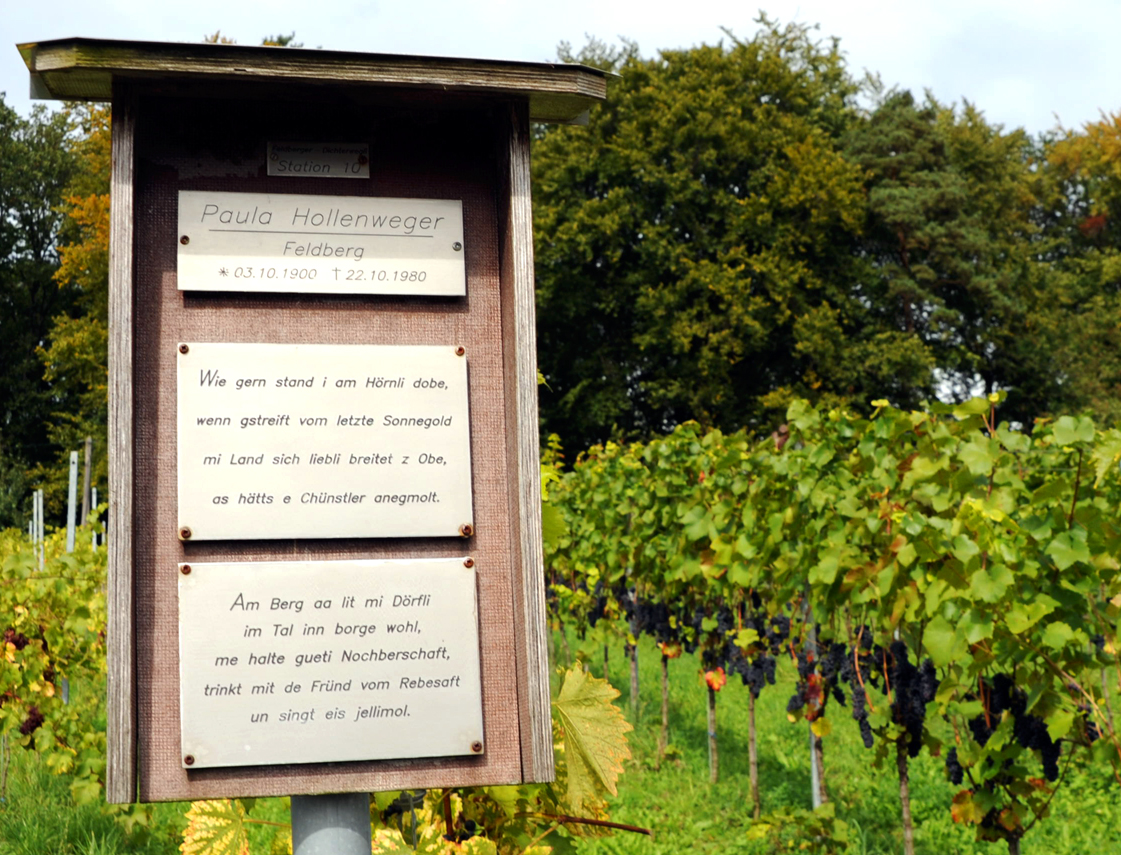
Gedicht von Hollenweger auf dem Feldberger Dichterwegli

Paula Hollenweger (* 3. Oktober 1900 in Feldberg (Müllheim); † 22. Oktober 1980 ebenda) war eine südbadische Mundartdichterin und Heimatforscherin.

## Leben
Obwohl ihre sprachlichen Talente bereits in ihrer Jugend entdeckt wurden, blieb Hollenweger der Zeit entsprechend eine Karriere als Poetin verwehrt. Nach ihrer Heirat mit dem Landwirt Wilhelm Kromer im Jahr 1921 nutzte sie die freie Zeit in den Abendstunden, um weiter an ihren dichterischen Fähigkeiten zu arbeiten. Nachdem ihr Ehemann 1945 durch einen Unfall ums Leben gekommen war, war sie allein für ihre beiden Töchter und den Hof verantwortlich, was sie dazu zwang den landwirtschaftlichen Betrieb nach und nach aufzugeben. Ihre neu gewonnene Zeit nutzte sie für Nachforschungen über ihre Familie, den Ort und natürlich die Markgräfler Mundart. Erst zwanzig Jahre später erschien ihr erster Gedichtband „Markgräflerland, du Land am Rhii“, der von Lesern und Kritikern großes Lob erntete. Weitere Publikationen folgten. Später berichtete sie über ihre Studien zur Heimatkunde auch öffentlich in Sendungen des Süddeutschen Rundfunks Stuttgart. Knapp drei Wochen nach ihrem 80. Geburtstag verstarb sie.

## Nach ihrem Tod
An ihrem 10. und 20. Todestag fanden Gedenkfeiern statt. Außerdem eröffnete ihr Enkel Hans-Dieter Schmid anlässlich ihres 20. Todestages das Feldberger Dichterwegli.

## Werke
Meist thematisierte sie in ihren Erzählungen und Gedichten Natur und Kultur, das Leben im Dorf und die Werte und Hoffnungen seiner Bewohner.

- Markgräflerland, du Land am Rhii (Rombach, Freiburg i. Br. 1965.) Gedichtband mit Werken über die Schönheit der Natur und Landschaft des Markgräflerlandes
- Us em Örgeli (Selbstvl., Feldberg (Müllheim) 1975.) Ausgesuchte Arbeiten von Paula Hollenweger, illustriert von ihrem Freund Julius Kibiger
- Brot und Wein vom Oberrhein (Selbstvl., Feldberg (Müllheim) 1977.) Hochdeutsche Erzählungen mit alemannischen Beiträgen
- Sagen vom Oberrhein (Frenzel, Neuenburg a.Rh. 1980.)

## Auszeichnungen
1967 erhielt Hollenweger die Johann-Peter-Hebel-Plakette der Gemeinde Hausen im Wiesental als zweite Frau überhaupt. Die Plakette wird an Männer und Frauen verliehen, „die sich besondere Verdienste um die Landschaft erworben haben“. Ihr literarischer Erfolg trug ihr außerdem mehrere Ehrenmitgliedschaften in diversen Heimatvereinen ein. Am 15. September 1980, kurz vor ihrem Tod, wurde ihr das Bundesverdienstkreuz am Bande verliehen. Überreicht wurde es durch den Freiburger Regierungspräsidenten Norbert Nothhelfer.